# Імру-ль-Кайс III
Імру-ль-Кайс III ібн ан-Нуман (помер близько 512/513) — малік держави Лахмідів у 505/506—512/513 роках, син маліка ан-Нумана II, батько аль-Мунзіра III. Присутній не у всіх відомих списках лахмідських правителів.

## Походження і прихід до влади
Імру-ль-Кайс III був призначений маліком Лахмідської держави наприкінці ірано-візантійської війни 502—506 років. Прихід Імру-ль-Кайс III до влади описує Хамза аль-Ісфахані: «Потім зробили правителем сина ан-Нумана Кривого по імені Імру-ль-Кайс ібн ан-Нуман». Потрібно зауважити, що в цьому повідомленні аль-Ісфахані помилково називає Імру-ль-Кайса сином ан-Нумана I Кривого, у той час як його батьком був ан-Нуман II. Автор не уточнює, хто саме зробив Імру-ль-Кайса маліком, однак очевидно, що призначення нового правителя Лахмідів не могло відбутися без відповідного волевиявлення сасанідського шаханшаха, в даному випадку — Кавада I.
Судячи з усього, із закінченням війни у шаханшаха відпала необхідність у військовому управлінні володіннями Лахмідів, для здійснення якого він після загибелі ан-Нумана II призначив туди правителем свого полководця Абу Яфура аз-Зумайлі, та повернув владу законному престолонасліднику Імру-ль-Кайсу III. Призначення маліком Імру-ль-Кайса, ймовірно, було прийнято не всіма представниками лахмідської знаті. Тривала відсутність в аль-Хірі ан-Нумана II, що знаходився в армії Кавада, і трирічне правління Абу Яфура, можливо, істотно посилили розкол і протистояння в середовищі лахмідської знаті, частина якої хотіла бачити на престолі свого кандидата і не визнала затвердження маліком Імру-ль-Кайса. Ймовірно, саме з цієї причини ім'я Імру-ль-Кайса III відсутнє в «Книзі хірців», що містить найбільш ранній список лахмідських маліків. Оскільки достеменно відомо, що ан-Нуман II загинув у серпні 503 року, а Абу Яфур правив три роки, прихід до влади Імру-ль-Кайса III, очевидно, мав місце між серпнем 505 і червнем 506 років.

## Правління
Імру-ль-Кайс III міститься в списках лахмидських маліків тільки у аль-Хорезмі та аль-Ісфахані. Той факт, що Хамза аль-Ісфахані не називає ім'я матері Імру-ль-Кайса III, на відміну від інших матерів лахмідських правителів, може свідчити про те, що Імру-ль-Кайс III відсутній у списку маліків Лахмідів та їх матерів, який знаходився у «Книзі хірців», що стала відомою мусульманським авторам завдяки працям Хішама ібн аль-Кальбі. Якщо ж цей правитель не згадується в «Книзі хірців», значить, відомості про нього в списках аль-Хорезмі та аль-Ісфахані є пізнішими вставками, заснованими на інших джерелах. На користь існування Імру-ль-Кайса III свідчить також і те, що всі середньовічні мусульманські історики (крім аль-Масуді) називають батьком наступного лахмідського маліка, аль-Мунзіра III, саме Імру-ль-Кайса, хоча і при цьому замовчують про діда аль-Мунзіра.
Згідно аль-Ісфахані, Імру-ль-Кайс III прауив протягом семи років. Інформацію, що збереглася про його правління можна умовно розділити на дві групи. Перша стосується того, що Імру-ль-Кайс спорудив фортецю ас-Сіннін, про що оповідають аль-Хорезмі та Хамза аль-Ісфахані. У своєму географічному довіднику Якут аль-Хамаві згадує ас-Сіннін (al-Ṣinnīn) як селище неподалік від Куфи, що було одним з поселень аль-Мунзіра (очевидно, маючи на увазі аль-Мунзіра III).
Інша група відомостей стосується тривалої ворожнечі Імру-ль-Кайса з племенем Бакр Ібн Уайль — бакритами, про яку розповідає Хамза аль-Ісфахані (при цьому плутаючи в деяких місцях Імру-ль-Кайса III з Імру-ль-Кайсом II). Причиною ворожнечі стало те, що бакрити, які раніше були васалами Лахмідів, вступили в союз з киндітами. Імру-ль-Кайс регулярно нападав на анданітські племена Рабіа, завдаючи їм значної шкоди. Під час одного з таких набігів Імру-ль-Кайс захопив у полон красуню Мауію на прізвисько Ма ас-Сама («Небесна вода»), яка пізніше народила йому сина аль-Мунзіра III. Під час іншого набігу Імру-ль-Кайс був розбитий бакритами і сам потрапив у полон, з якого звільнився за великий викуп.
Схожу розповідь надає Абу-ль-Бака аль-Хіллі, який оповідає, що Імру-ль-Кайс ібн ан-Нуман ібн Імру-ль-Кайс (тут знову батьком Імру-ль-Кайса помилково називається ан-Нуман I) постійно воював з бакритами і одного разу захопив серед інших полонених Мауію «Небесну воду». Її чоловік прибув до Імру-ль-Кайса і після переговорів лахмідський малік відпустив бранців, однак Мауію залишив у себе. В іншому фрагменті аль-Хіллі розповідає як Імру-ль-Кайс (тут він також помилково ототожнюється з Імру-ль-Кайсом II) в одному з походів був розбитий бакритами, які взяли його в полон і захопили його багатства. Імру-ль-Кайсу вдалося звільнитися, лише сплативши викуп у шістдесят верблюдів, за якими він сам їздив у ХІру.
імру-ль-Кайс III помер після семирічного правління у 512 або 513 році, йому наслідував його син аль-Мунзір III «Син Небесної води».